# Pierre Bernard Palassou
Pierre Bernard Palassou (9 de junio de 1745, en Oloron-Sainte-Marie - 9 de abril de 1830, Ogenne-Camptort ) fue un naturalista francés conocido por sus estudios pioneros geológicos y mineralógicos de los Pirineos.
Fue miembro correspondiente de la Academia de Ciencias de Francia (1816-1830) y miembro honorario de la Société linnéenne de Paris (1821). Su nombre se asocia con el "Poudingues de Palassou", que son enormes camas de conglomerado de roca que se encuentra en los Pirineos. En 1784 describió Quercus palensis (Pirineo roble) de la familia botánica Fagaceae, (sinónimo Quercus pyrenaica Willd. ).

## Trabajos seleccionados
- Essai sur la minéralogie des Monts-Pyrénées, 1784.
- Mémoires pour servir a l'histoire naturelle des Pyrénées et des pays adjacents, 1815.
- Suite des mémoires pour servir a l'histoire naturelle des Pyrénées, et des pays adjacens, 1819.
- Supplément aux mémoires pour servir a l'histoire naturelle des Pyrénées, et des pays adjacens, 1821.[6]

- La abreviatura «Palassou» se emplea para indicar a Pierre Bernard Palassou como autoridad en la descripción y clasificación científica de los vegetales.[7]